# Хеймталь
Хе́ймталь, также Ге́имталь (нем. Heimthal, Хеймтали, эст. Heimtali mõis) ), также Ку́рвиц (нем. Kurwitz, Курвитса, эст. Kurvitsa mõis) и Ли́нзен (нем. Linsen) — рыцарская мыза (имение) в волости Вильянди уезда Вильяндимаа, Эстония. Основанная в средние века, мыза подчинялась орденскому замку Каркус. Согласно историческому административному делению, относилась к приходу Пайсту. В годы Российской империи находилась на территории Лифляндской губернии и относилась к Пайстельскому приходу. В настоящее время находится на территории деревни Хеймтали. 

## История мызы
Первые письменные сведения о мызе относятся к 1528 году, и тогда она называлась Линзен (Linsen), затем стала называться Курвиц (Kurwitz). С конца XVIII века мыза стала носить название Хеймталь.
С 1744 года мыза принадлежала дворянскому роду фон Сиверсов. Одним из первых её владельцев из этого семейства был Фридрих Вильгельм фон Сиверс (Friedrich Wilhelm von Sivers, 1716–1781), майор Русской армии балтийско-немецкого происхождения, ландрат Лифляндской губернии, ландрат Перновского уезда и верховный предстоятель Пярнуской уездной церкви. Он служил в армии Российской империи до 1759 года, когда вышел в отставку и занялся управлением родовыми поместьями. Помимо мызы Хеймталь ему принадлежали мызы Гитола (современная деревня Хийтола, Россия), Эйзекюль (деревня Ыйзу, Эстония) и Ренцен (деревня Ренценмуйжа, Латвия). Затем мызу Хеймталь унаследовал один из его сыновей,  кавалер ордена Святого Владимира IV класса Пётр фон Сиверс (Peter Reinhold von Sivers, 1760—1835), в течение своей жизни побывавший Перновским и Феллинским окружным судьёй, главным директором Кредитного общества Лифляндской губернии и земским советником. После него мызой владел сын Аугуста Фридриха фон Сиверса (August Friedrich von Sivers, 1766—1823), младшего сына Фридриха Вильгельма фон Сиверса — Герман Фридрих фон Сиверс (Hermann Friedrich von Sivers, 1792—1869), заплативший за неё 59 300 серебряных рублей. В 1881 году по решению наследников Германа Фридриха фон Сиверса мыза была продана Петеру Фромгольду Фридриху фон Сиверсу (Peter Frommhold Friedrich von Sivers) за 180 000 серебряных рублей.
Семейству Сиверсов мыза принадлежала вплоть до её национализации в ходе земельной реформы 1919 года.
К 1858 году Герман Фридрих фон Сиверс завершил строительство главного здания мызы (господского особняка) по рисункам отца. Были также возведены двухэтажный дом для батраков, амбар-сушильня с подвалом, водочная фабрика (позже ставшая сыродельней) и другие вспомогательные и хозяйственные постройки. В документах XIX века упоминается, что на мызе было занято довольно много строителей из местных жителей: каменщиков, плотников и пр..
В полутора километрах от мызы в лесу находится фамильное кладбище фон Сиверсов, которое в настоящее время заброшено и заросло.
С 1932 года в главном здании мызы работает школа (основная школа Хеймтали, бывшая основная школа Раудна). Бывшая сыродельня мызы после проведённой в 1984 году реставрации используется для проведения семинаров, конференций и праздничных мероприятий.

## Главное здание
Строительство главного здания мызы в стиле историзма началось в 1856 году и было завершено в 1858 году. Композиция здания основана на образцах палладианства. Сравнительно высокая (частично двух-, частично трёхэтажная) центральная часть соединена невысокими галереями с одноэтажными флигелями, имеющими высокие треугольные фронтоны. Центральную часть здания украшают скромный аттик и веранда высотой в один этаж. Входы в здание изначально планировались со стороны галерей. В ходе перестройки здания в XX веке несколько изменилось расположение его помещений. От первоначальной обстановки сохранились зеркальный потолок зала со скромным лепным декором, камин в зале и некоторые двери.

## Парк
Парк мызы представляет собой типичный для Вильяндимаа ландшафтный парк с ориентацией на водоём. Его площадь составляет 72,3 га. Основная часть представляет собой большой лесной массив свободной планировки. Рельеф в парке разнообразный: его регулярная часть равнинная, лесопарк имеет крутой склон в сторону реки Раудна и дороги, идущей из  Хеймтали в Вильянди. Аллеи, ведущие к центру мызы, идут из деревень Римму, Лооди и Варди. В парке преобладают дуб, ясень, вяз и клён.
Парадный двор перед главным зданием просторный, круглый, окружённый подъездной дорожкой, украшенной отдельными группами деревьев. Согласно местной легенде, каменный крест в юго-западной части парадного двора был установлен там в память об утонувшей в пруду помещичьей дочери, и после её гибели в пруду образовался небольшой холм.
Задний двор представляет собой скромный, узкий, квадратный газон с отдельными деревьями — берёзами и липами. Вероятно, когда-то здесь на террасах располагался сад в стиле барокко. В парке и цветнике вокруг усадебного дома располагались парковые павильоны, подальше — подвесные мосты между пригорками, лестницы и охотничьи домики. На высоком берегу речной долины стояли грибовидные увеселительные постройки, откуда открывались живописные виды.

## Мызный комплекс
На мызе было возведено множество хозяйственных построек, к середине XIX века их насчитывалось более 40, среди них большой амбар со сводчатыми подвалами, скотный двор округлого плана из кирпича и водочная фабрика с четырьмя угловыми дымоходами — самое представительное хозяйственное строение, расположенное в нескольких сотнях метров от центра мызы. К настоящему времени многие постройки не сохранились.
В Государственный регистр памятников культуры Эстонии как памятники архитектуры XIX столетия внесены 12 объектов мызного комплекса:
- главное здание; при инспектировании 21 февраля 2022 года его состояние было признано удовлетворительным[4];
- парк; при инспектировании 14 июня 2021 года его состояние было оценено как хорошее[9];

- водочная фабрика (c 1860-х годов cыродельня); при инспектировании 14 июня 2021 года её состояние было оценено как  хорошее[11];
- скотный двор, в котором размещались конюшня, хлев для откорма бычков, коровник и каретник. При инспектировании 14 февраля 2024 года его состояние оценено как  хорошее[12];
- дом прислуги, большое двухэтажное оштукатуренное здание с простым фасадным решением, покрытое крышей из этернита. При инспектировании 7 июня 2018 года его состояние признано удовлетворительным[13];
- амбар-сушильня, при инспектировании 11 июня 2018 года его состояние признано плохим[14];
- погреб, при инспектировании 11 июня 2018 года его состояние признано плохим[15];
- руины сарая; при инспектировании 14 июня 2021 года признаны аварийными[16];
- мызная ограда, при инспектировании  7 июня 2018 года её состояние было признано удовлетворительным[17];
- дом паркового сторожа, при инспектировании 14 июня 2021 года его состояние было признано удовлетворительным[18];
- дом батраков — одноэтажный, оштукатуренный дом из глиняных блоков с торцевым фасадом, обращённым к пруду. При инспектировании 14 февраля 2024 года его состояние было признано плохим[19];
- кузница, простое кирпичное здание средних размеров с двускатной крышей. при инспектировании 7 июня 2018 года её состояние было признано удовлетворительным[20].

В первой половине XIX века на мызе была построена голландская ветряная мельница из бутового камня с дощатой крышей, которую позже заменили на черепичную. В Государственный регистр памятников культуры Эстонии мельница не внесена.

## Галерея
- Кузница
- Скотный двор
- Дом паркового сторожа (справа)
- Руины сарая
- Ветряная мельница